# Aidia wattii
Aidia wattii är en måreväxtart som beskrevs av George Taylor. Aidia wattii ingår i släktet Aidia och familjen måreväxter.
Artens utbredningsområde är São Tomé. Inga underarter finns listade i Catalogue of Life.